# Dmitrij Sergejevič Merežkovskij

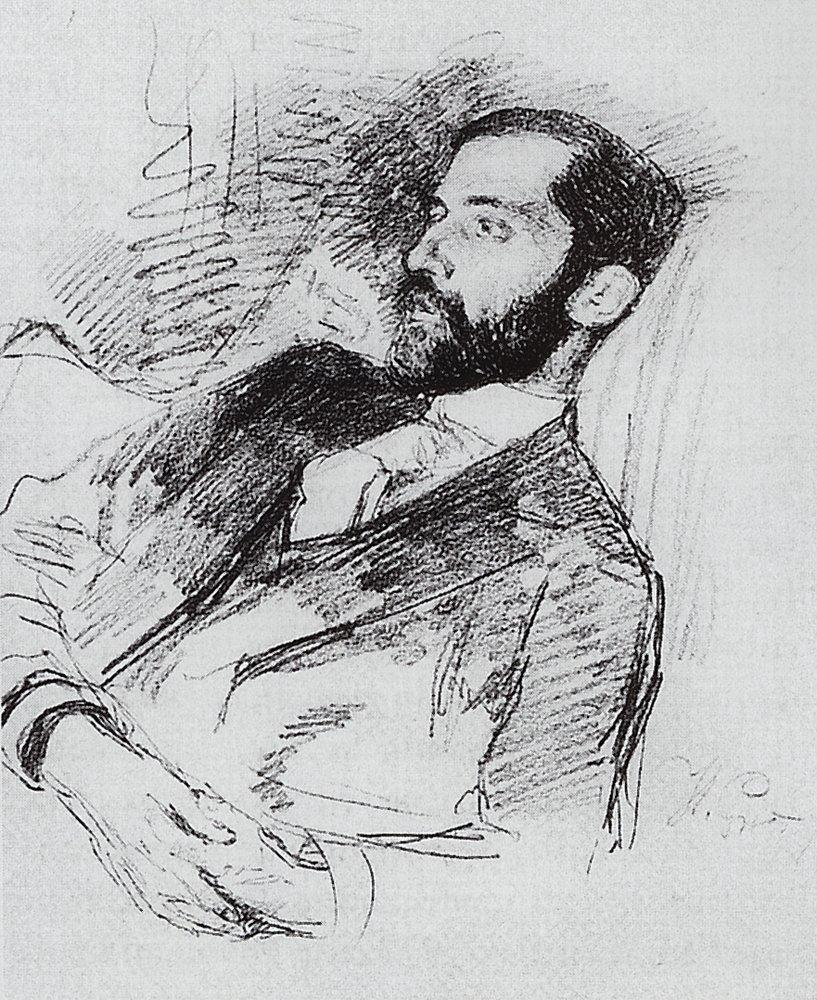
I. E. Rěpin: D. S. Merežkovskij
(Kresba, kolem 1900)

Dmitrij Sergejevič Merežkovskij (14. srpna 1865 Petrohrad – 9. prosince 1941 Paříž) byl ruský symbolistický básník, kritik, spisovatel a konzervativní politický myslitel.

## Život
Merežkovskij se narodil v rodině vysokého úředníka, jeho bratr Konstantin Sergejevič Merežkovskij byl známý přírodovědec. Dmitrij Merežkovskij absolvoval roku 1886 studium historie v Petrohradě a věnoval se literatuře. Psal kritiky, básně a překlady řecké poezie, roku 1895 vyšel jeho první román „Zavrženec“. Roku 1889 se oženil s básnířkou Zinaidou Gippius (Hippius) a společně pořádali literárně-náboženský salon. Roku 1901 vydal román „Leonardo da Vinci“ – druhou část trilogie „Kristus a Antikrist“ – který mu získal světovou proslulost. Následovala dlouhá řada historických románů se symbolickým až apokalyptickým pozadím, které byly rychle překládány do mnoha jazyků, včetně češtiny. Roku 1919 emigroval do Varšavy a v následujícím roce do Paříže. Svůj odpor k bolševickému režimu vyjádřil v románu „Říše Antikristova“ (1922) a v komunistických zemích bylo jeho dílo zakázáno. Roku 1933 byl navržen na Nobelovu cenu, ale jeho politické názory a sympatie k Mussolinimu tomu zabránily. Zemřel v nouzi v Paříži na počátku války.

## Myšlení
Merežkovskij byl silně ovlivněn jednak F. M. Dostojevským a Vl. Solovjovem, jednak F. Nietzschem. Moderní historii chápal jako zápas Krista s Antikristem, v němž připadá zvláštní úloha Rusku, nezasaženému západním liberalismem. V revoluci viděl nejprve příchod Kristovy „třetí říše“, brzy ji ale ostře odsoudil. V pozdějších letech se věnoval mystickým spekulacím a vydával například „Tajnou moudrost východu“ a „Neznámý Ježíš“.
V celé své působnosti, tj. v literární tvorbě, kritice a publicistice, se vždy dotýká náboženských problemů a vyslovuje své nábožensko-filozofické názory. Mezi těmito názory Merežkovského se od začátku zviditelnily tři problémy:
1. problém pohlaví;
2. s ním spojený problém svatého těla;
3. problém sociální spravedlnosti a jeho řešení cestou realizace křesťanství ve společenském životě.[3]

Merežkovskij zdůrazňuje ideu pohlaví, protože v této oblasti lze dosáhnout vyšší jednoty. Jde až tak daleko, že v pohlavních vztazích vidí odlesk tajemství Trojice. Rozdělení na dvě pohlaví je podle Merežkovského úpadek osoby, je to jen její polovina. Ideálem lidské osoby je pro Merežkovského stejně jako pro Solovjova a Berďajeva androgyn, mužena (Tajemství Tří).

## Česká vydání
Poprvé vyšlo dílo D. S. Merežkovského v češtině v roce 1912 (Luza na postupu, nakladatel Josef Pelcl). Souborné dílo vydalo v letech 1923–1935 nakladatelství Kvasnička a Hampl (částečně se Stanislavem Minaříkem).
- D. S. Merežkovskij, Leonardo da Vinci. Praha: Academia 2000
- D. S. Merežkovskij, Pavel I. : hra v originále a překladu. Brno: Masarykova univerzita 2003
- D. S. Merežkovskij, Tajná moudrost Východu: Egypt. Brno: Horus 1992

### Rozhlasové zpracování díla
V roce 1999 byl zpracován román Leonardo da Vinci jako desetidílný rozhlasový seriál. Z překladu Anny Teskové připravil dramatizaci Roman Císař, v dramaturgii Jany Paterové režírovala Markéta Jahodová. Osoby a obsazení: Leonardo da Vinci (Viktor Preiss), Giovanni /Antonio/ Boltraffio (Tomáš Petřík), Cipriano Buonaccorsi (Karel Pospíšil), Grillo (Stanislav Fišer), Antonio da Vinci (Rostislav Čtvrtlík), Giorgio Merula (Vladimír Ráž), Strocco (Pavel Pípal), Faustino (Rudolf Kvíz), Girolamo Savonarola (Jiří Zahajský), Cesare da Sesto (Vladimír Dlouhý), Salaino, vl.jm. Gian Giacomo Caprotti (Jan Hrubec), Marco d'Oggione (Zdeněk Hruška), Mona Cassandra (Lenka Krobotová), Zoroastro (Alois Švehlík), dvorní topič (Steva Maršálek) a další. Hudba: Lukáš Matoušek.